# 南京オリンピック・スポーツセンター

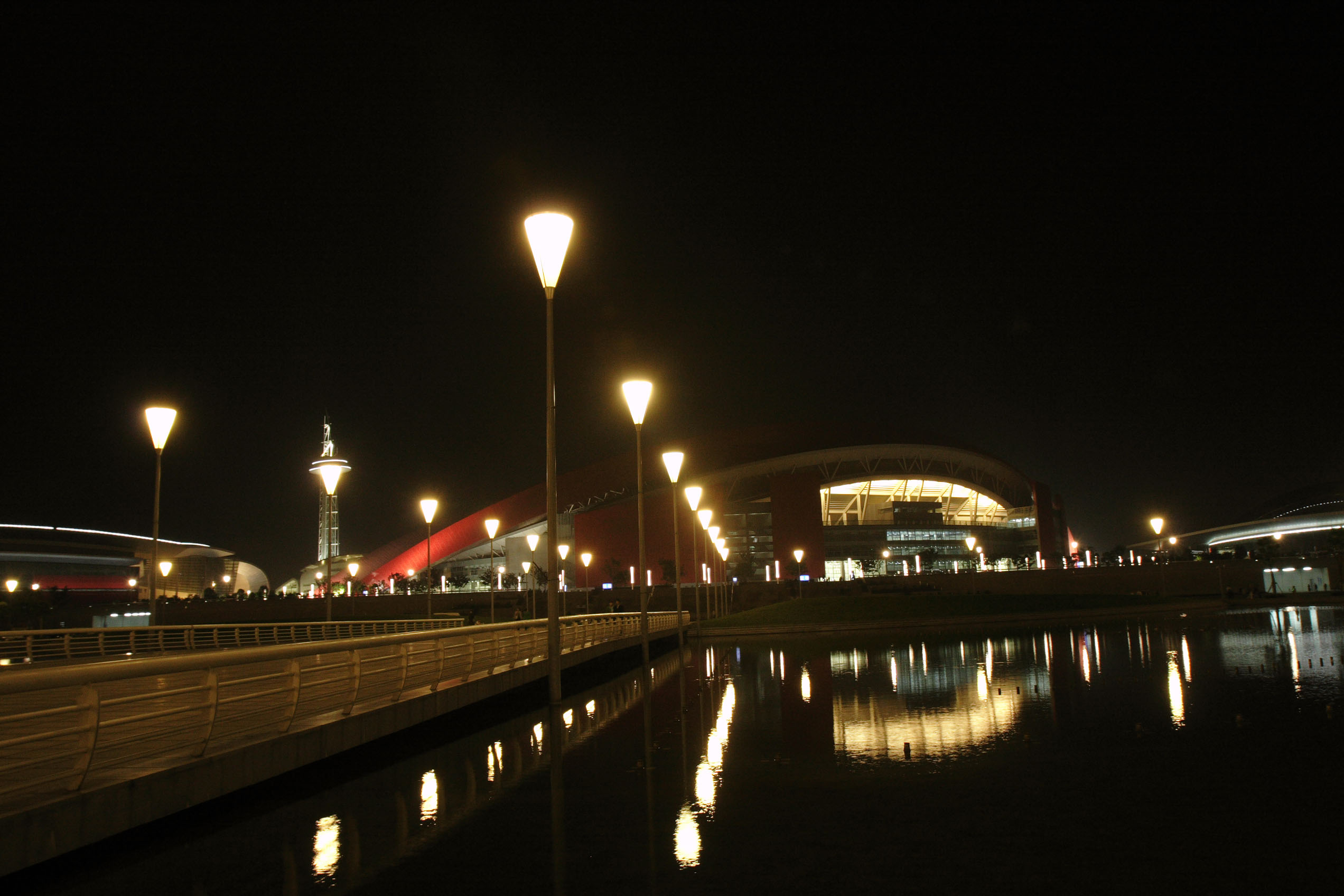
夜のスタジアムの様子

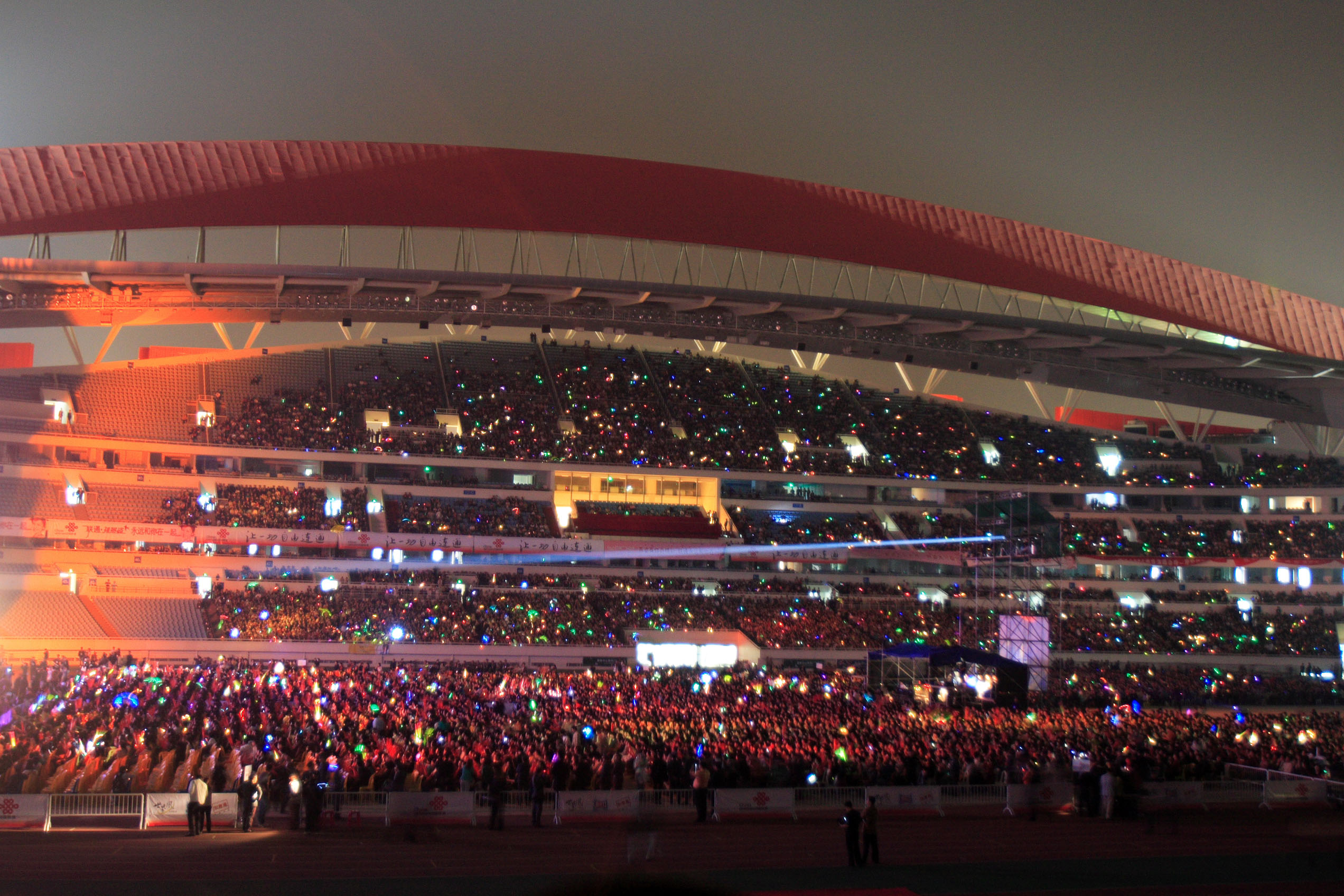
2006年に開催された孫燕姿のコンサートの様子

南京オリンピック・スポーツセンター（ナンキン-、簡体字中国語: 南京奥林匹克体育中心）は、中国江蘇省南京市建鄴区にある6万人収容できる競技場。2005年の中華人民共和国全国運動会開催を機に建設された。

## スタジアム
スタジアムは62,000名収容で、サッカー、陸上競技などに対応。中国スーパーリーグの江蘇足球倶楽部の本拠スタジアムでもある。

## 体育館
体育館は最大13,000名収容。2009年の世界女子ハンドボール選手権準決勝・決勝が開催された。2014年に2014年南京ユースオリンピック、2017年にはFIVBバレーボール・ワールドグランプリ決勝ラウンドが開催。

## 水泳場
水泳場は世界水泳連盟認定のプールで最大4,000名収容。

## テニス場
テニス場はハードコート、センターコートは4,000名、サブコートも2,000名入れる。